# Gene Autry (Oklahoma)
Pour les articles homonymes, voir Gene Autry et Autry (homonymie).
Gene Autry est une ville du comté de Carter, dans l'État d'Oklahoma, aux États-Unis,. En 2010, elle compte une population de 158 habitants. La ville est baptisée en référence au cow-boy chantant d'Hollywood, Gene Autry.

## Démographie
Lors du recensement de 2010, la ville comptait une population de 158 habitants, tandis qu'en 2019, elle est estimée à 165 habitants.